# سیارک ۱۱۰۳۹
سیارک ۱۱۰۳۹ (به انگلیسی: 11039 Raynal، نامگذاری:1989GH2) یازده هزار و سی و نهمین سیارک کشف شده‌است که در ۳ آوریل ۱۹۸۹ کشف شد.
قدر مطلق سیارک برابر ۱۳٫۵۰ است.